# Katsuhiro Suzuki
Katsuhiro Suzuki (født 26. november 1977) er en tidligere japansk fodboldspiller.
Han har spillet for flere forskellige klubber i sin karriere, herunder Avispa Fukuoka og Sagan Tosu.